# Schilcher

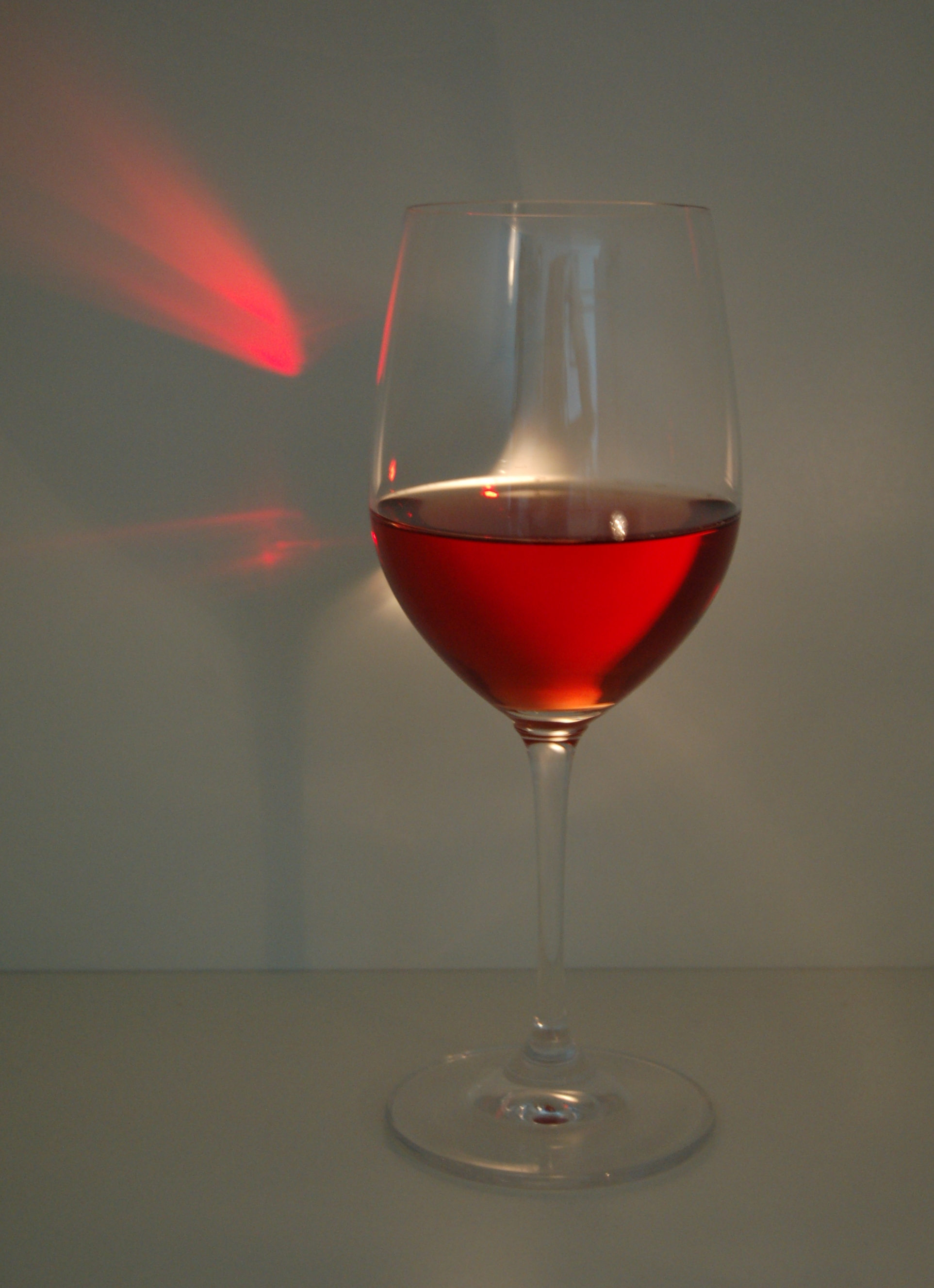
Schilcher im Glas

Schilcher ist die Bezeichnung für Roséweine, die aus Trauben der österreichischen roten Rebsorte Blauer Wildbacher gekeltert werden. In Österreich wird aus Blauem Wildbacher vor allem der Roséwein Schilcher hergestellt, jedoch wird daraus auch Rotwein gewonnen.

## Geographie
Der Anbau der Blauen Wildbacher-Rebe erfolgt im weststeirischen Hügelland bis zu einer Seehöhe von etwa 500 m. Die Anbaufläche des Blauen Wildbachers beträgt mehr als 600 Hektar; sie hat sich zwischen 1960 und 2008 etwa verfünffacht.
Im Süden der Steiermark, die als Weinbauregion Steirerland zu den österreichischen Weinanbaugebieten zählt, verläuft von Nord nach Süd die Schilcherweinstraße über folgende Stationen:
Ligist – Gundersdorf – St. Stefan – Greisdorf – Stainz (mit Schloss Stainz) – Vochera – Bad Gams – Schloss Wildbach – Deutschlandsberg – Bad Schwanberg – Wies – Eibiswald

Schilcher-Weingegend
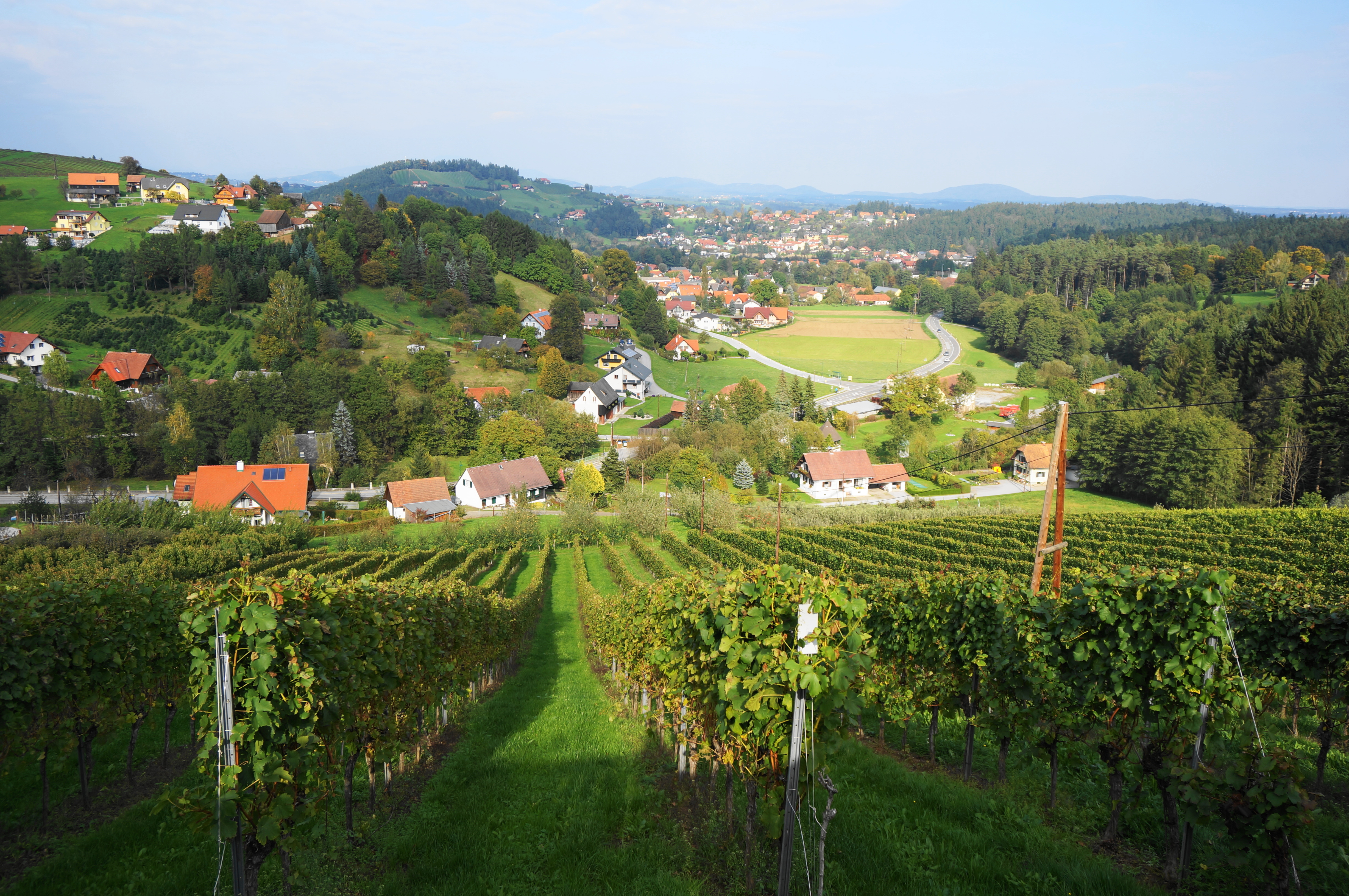
Weingärten im Bereich von Voitsberg
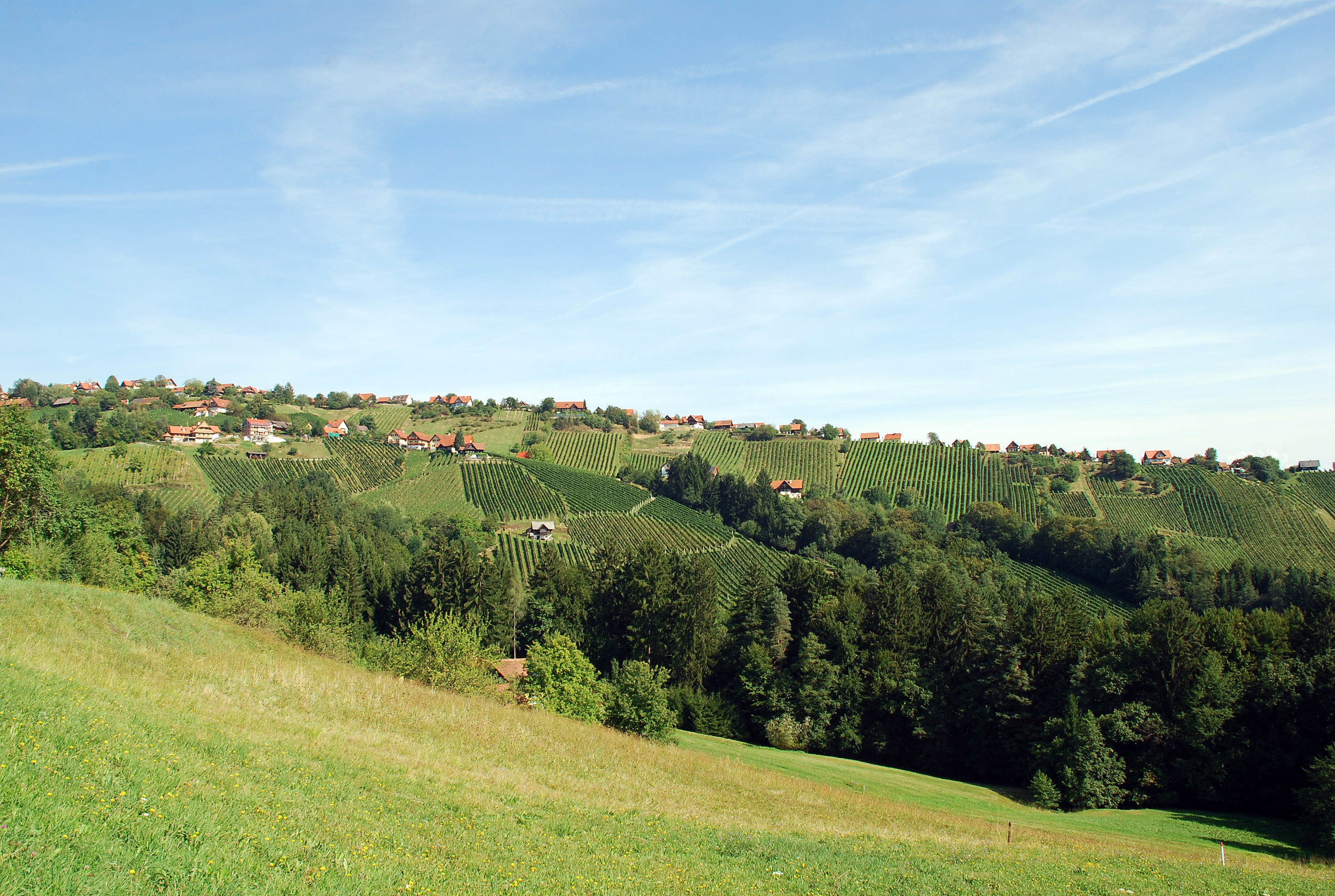
Weingärten im Bereich von Hochgrail
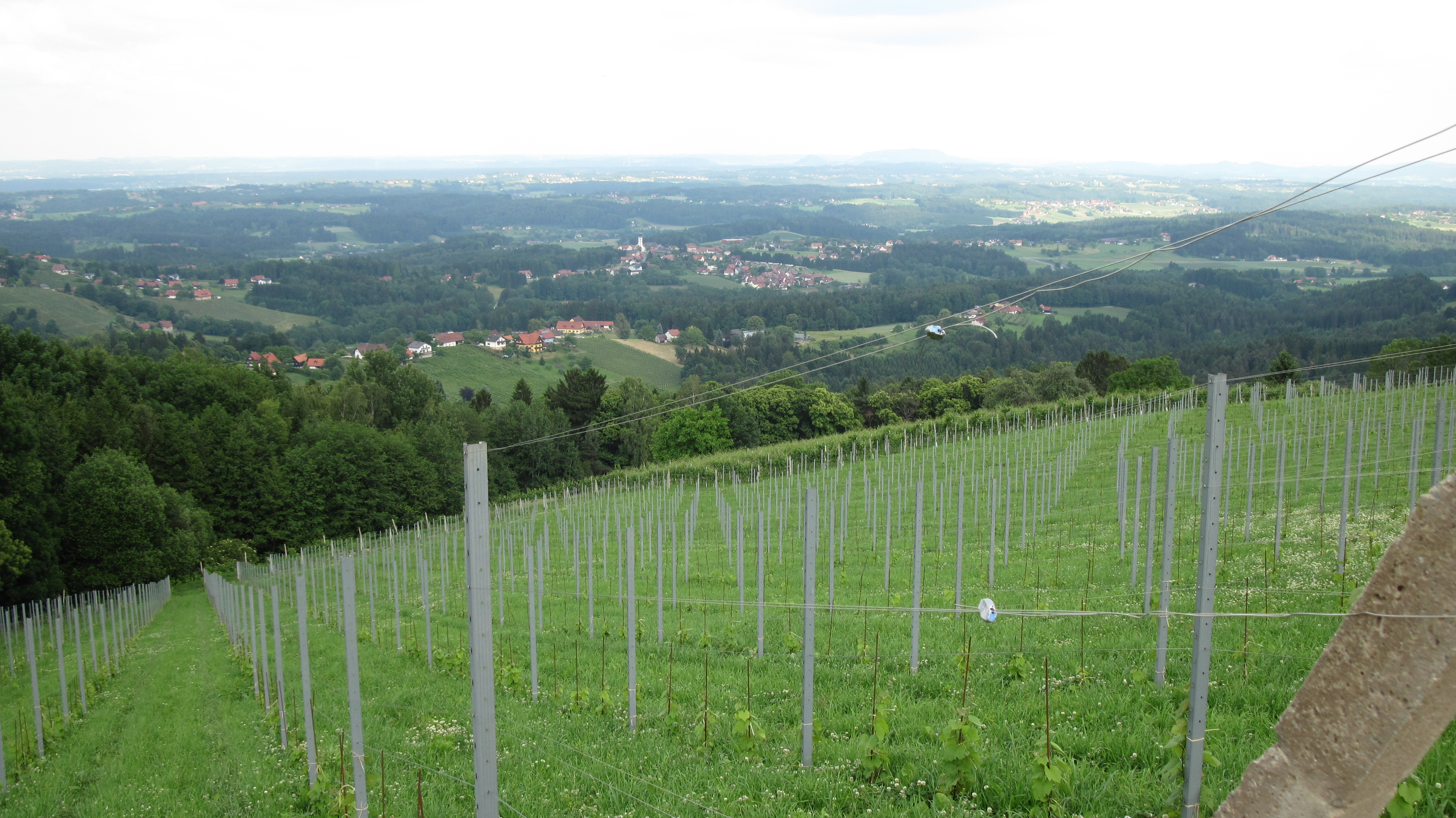
Schilcherweinstraße
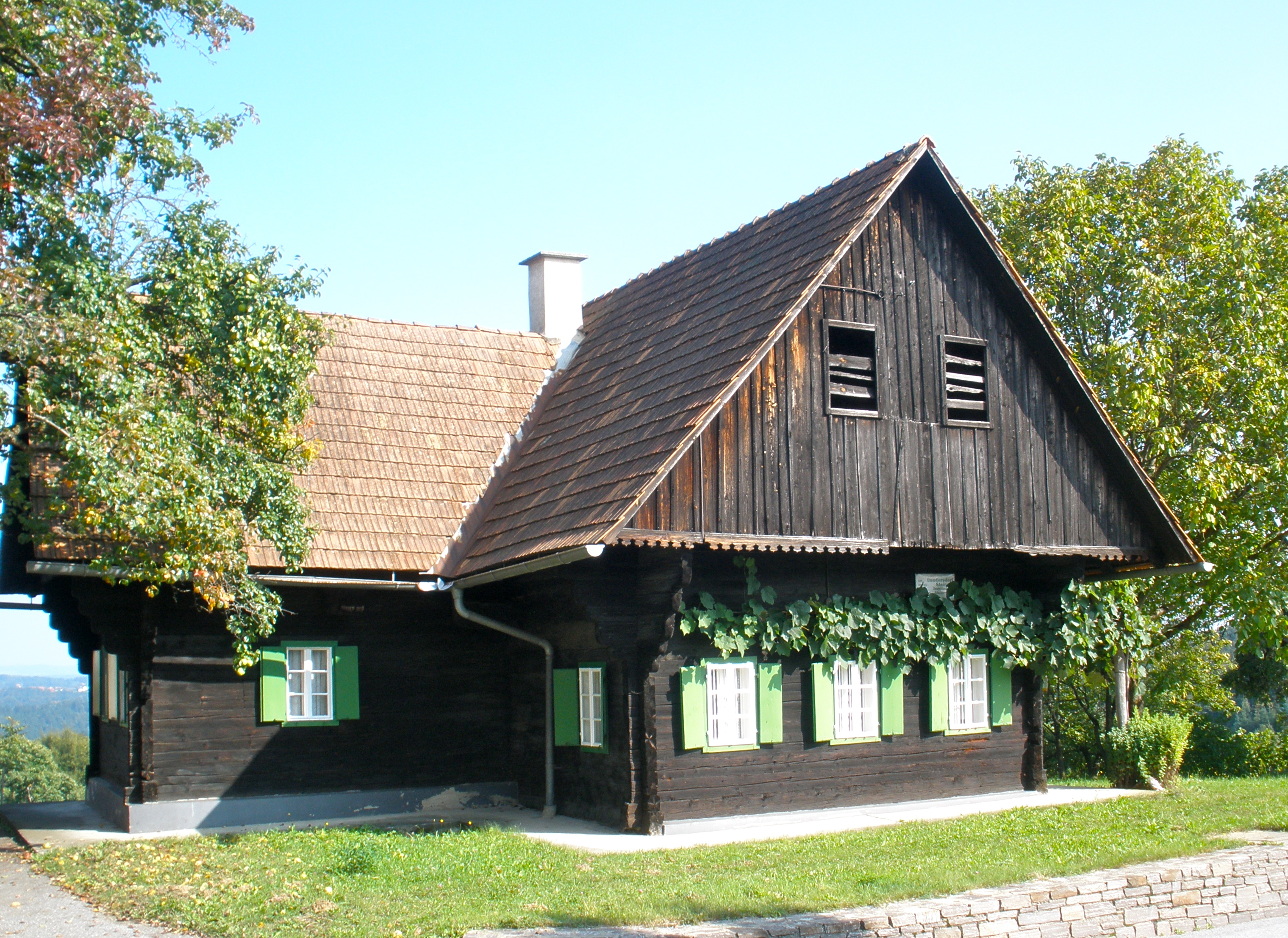
Haus an der Schilcherweinstraße

## Gebietsschutz und Herkunftsbezeichnung
„Schilcher“ ist eine für die gesamte Steiermark geschützte Bezeichnung. Der Gebietsschutz des Schilchers besteht seit der Weingesetz-Novellierung von 1976. „Schilcher“ ist in das Verzeichnis der traditionellen Begriffe gemäß Artikel 40 der EU VO 607/2009 aufgenommen. Der Wein muss in der Steiermark ausschließlich aus Trauben der Rebsorte „Blauer Wildbacher“ gewonnen werden, die in der Weinbauregion Steirerland angebaut wurden. Schilcher zählt zu jenen herkunftstypischen Qualitätsweinen mit Herkunftsprofil aus dem Weinbaugebiet Weststeiermark, für die seit dem Weinjahrgang 2018 die Herkunftsbezeichnung Weststeiermark DAC besteht.

## Eigenschaften

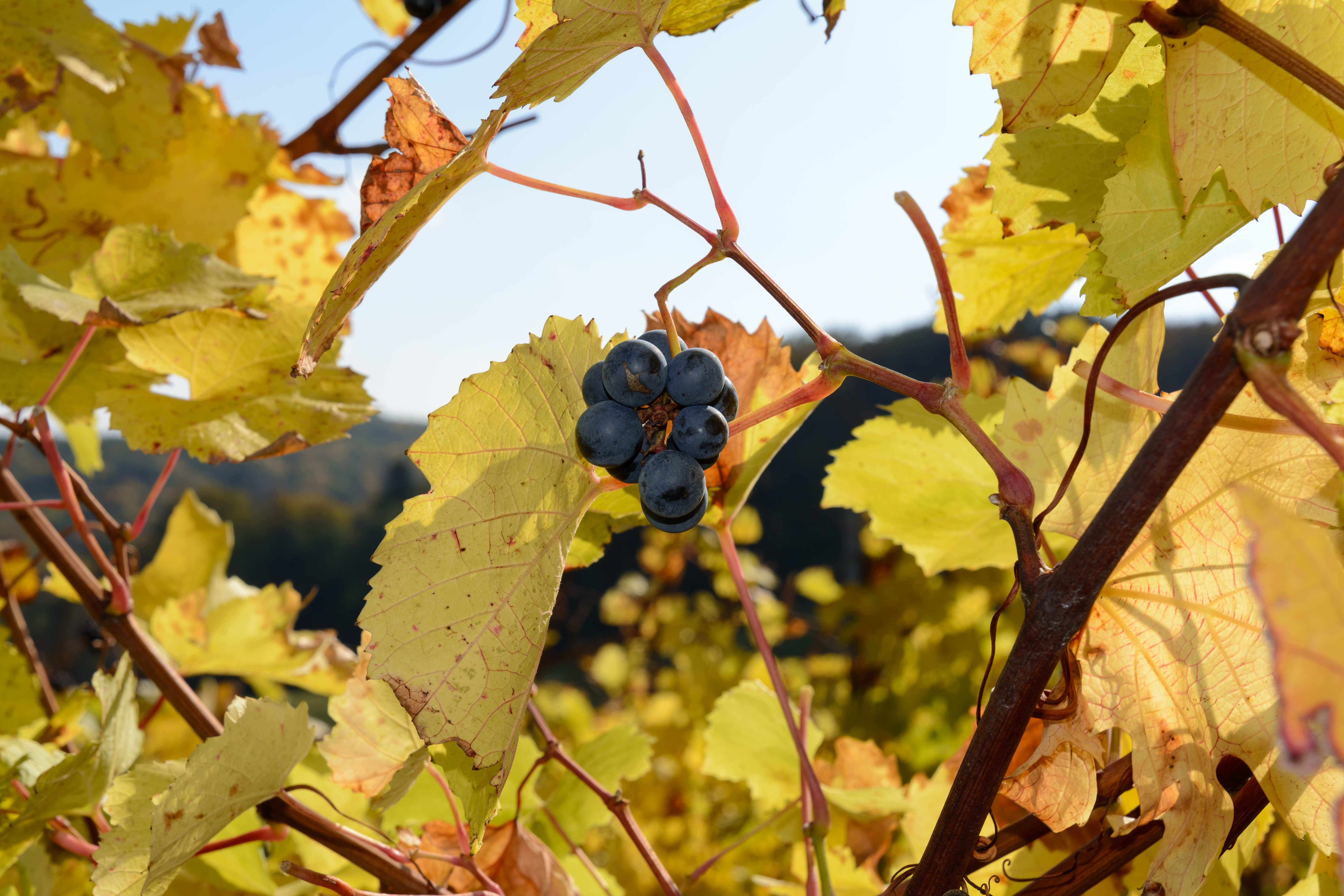
Blätter und Trauben des Blauen Wildbachers

Der Schilcherwein genießt Sortenschutz. Als „Schilcher“ deklariert und verkauft werden darf ein Wein nur dann, wenn er zu 100 % aus Trauben der Blauen Wildbacher-Rebe gekeltert wurde, die zudem ausschließlich in der Steiermark gewachsen sind. Der Gebietsschutz des Schilchers besteht seit der Novellierung 1976 des österreichischen Weingesetzes.
| Charakterisierung des Weins | Charakterisierung des Weins                                              |
| --------------------------- | ------------------------------------------------------------------------ |
| Farbe                       | zwiebelfarben bis rubinrot, meist hellrot                                |
| Geruch                      | feinzartiges Bukett                                                      |
| Geschmack                   | lebendig, frisch, fruchtig, feinsäuerlich, resch, harmonisch und trocken |
| Eigenschaft                 | hoher Säureanteil, sortentypisches Bukett                                |
| Reifezeit                   | Mitte Oktober                                                            |

In der Weststeiermark wird der Schilcher sehr geschätzt, als „Schilchermischung“ (Schilcherschorle) durchaus auch als Durstlöscher. Manche Autoren behaupten demgegenüber, der Schilcher mache rabiat im Sinne von aggressiv; deswegen wird er gelegentlich als „Rabiatperle“ bezeichnet. In Anbetracht des hohen Säuregehalts ist auch die scherzhafte Bezeichnung „Hemdenspreizer“ gebräuchlich.

## Schilchersturm und sonstige Spezialitäten

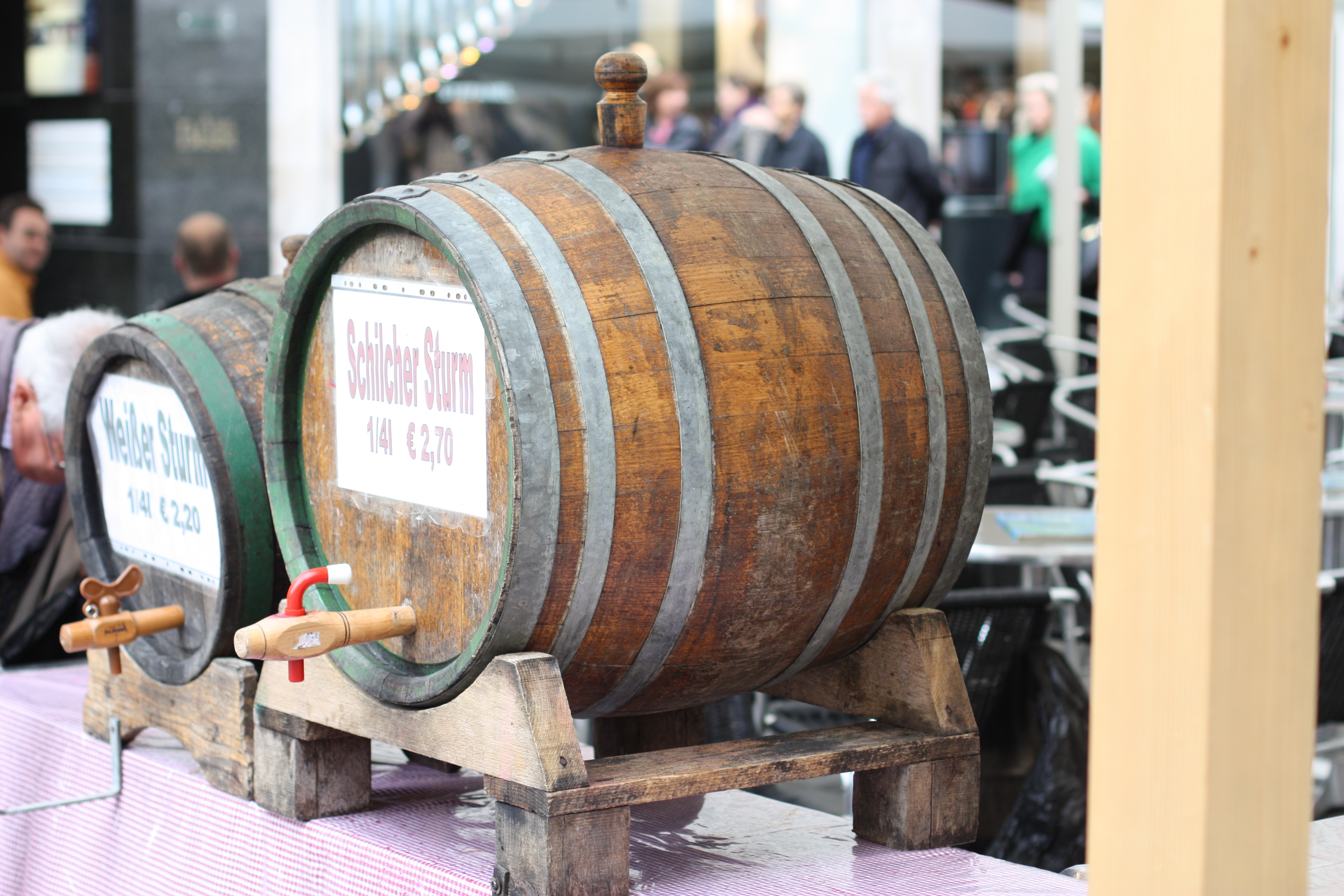
Fass mit Schilchersturm

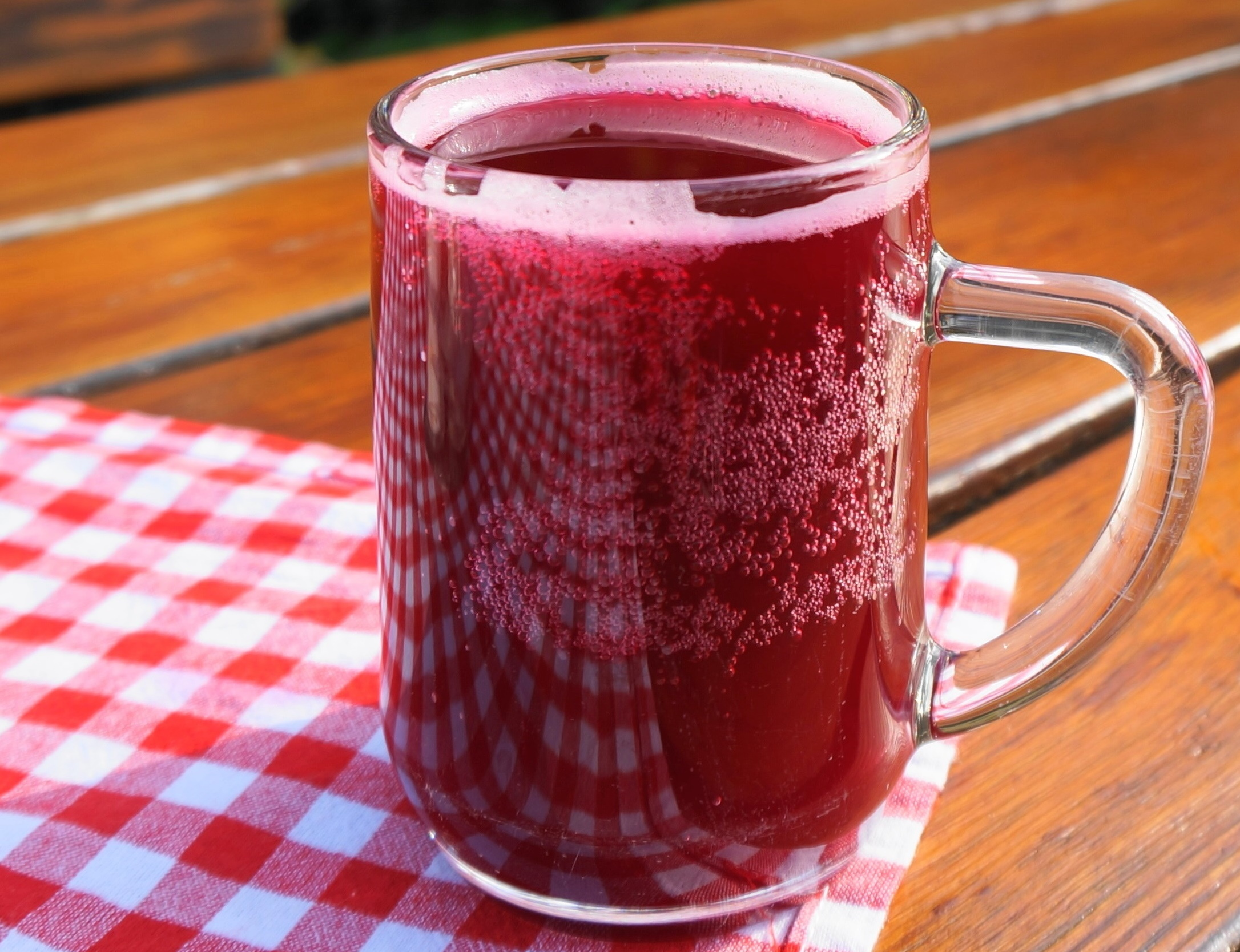
Schilchersturm im Glas

Als teilweise gegorener Traubenmost, der in Österreich Sturm genannt wird, trägt der Schilcher die Bezeichnung Schilchersturm und beeindruckt durch seine trübe Färbung, die rosa bis violett erscheint. Er wird in den Buschenschanken der Weststeiermark im September und Oktober getrunken; traditionell werden dazu gebratene Kastanien gegessen.
Schilcher wird auch zu Sekt, Grappa oder Essig verarbeitet, ebenso zu Gelee.

## Geschichte

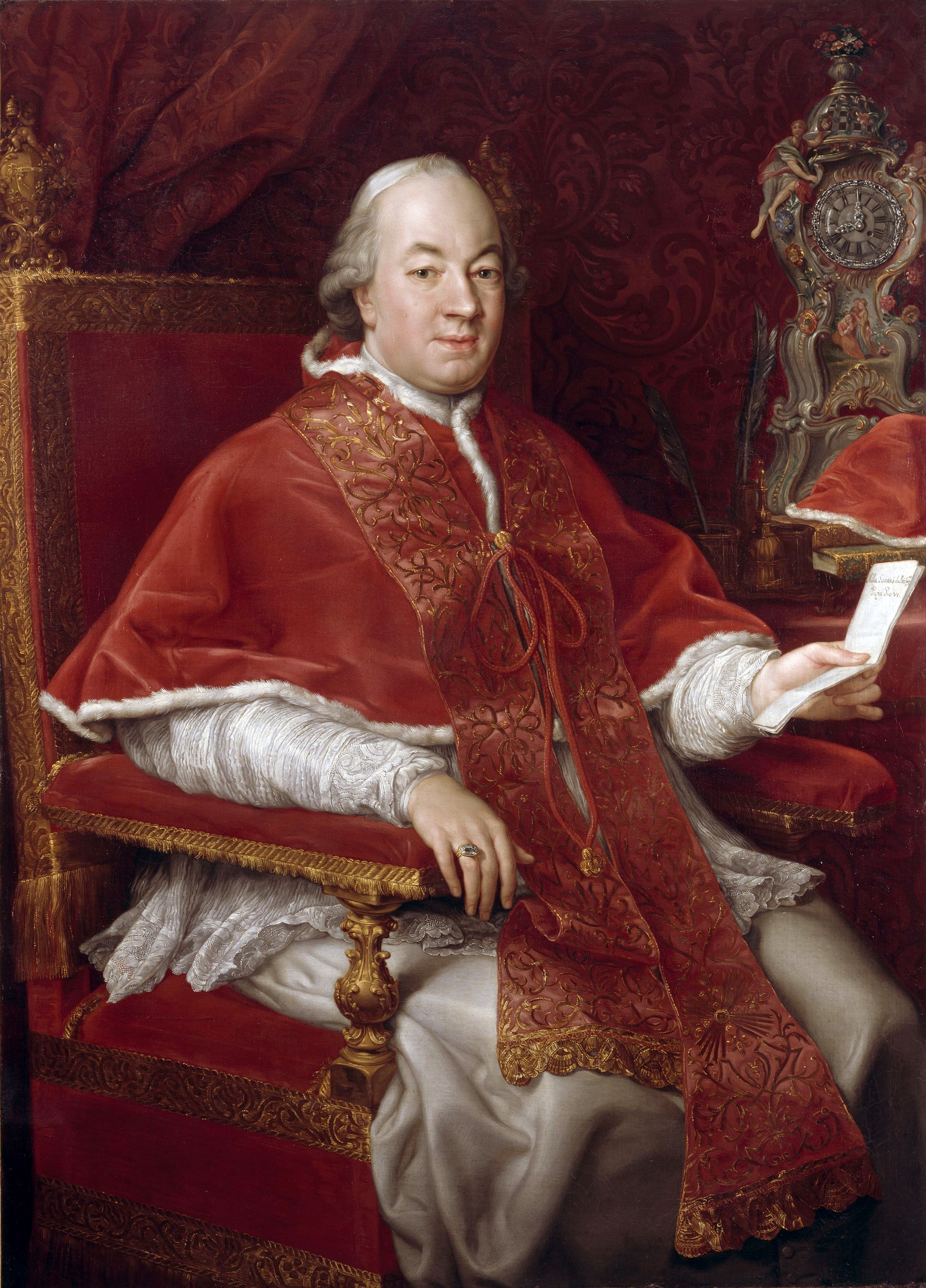
Pius VI. empfand Schilcher als „rosaroten Essig“.

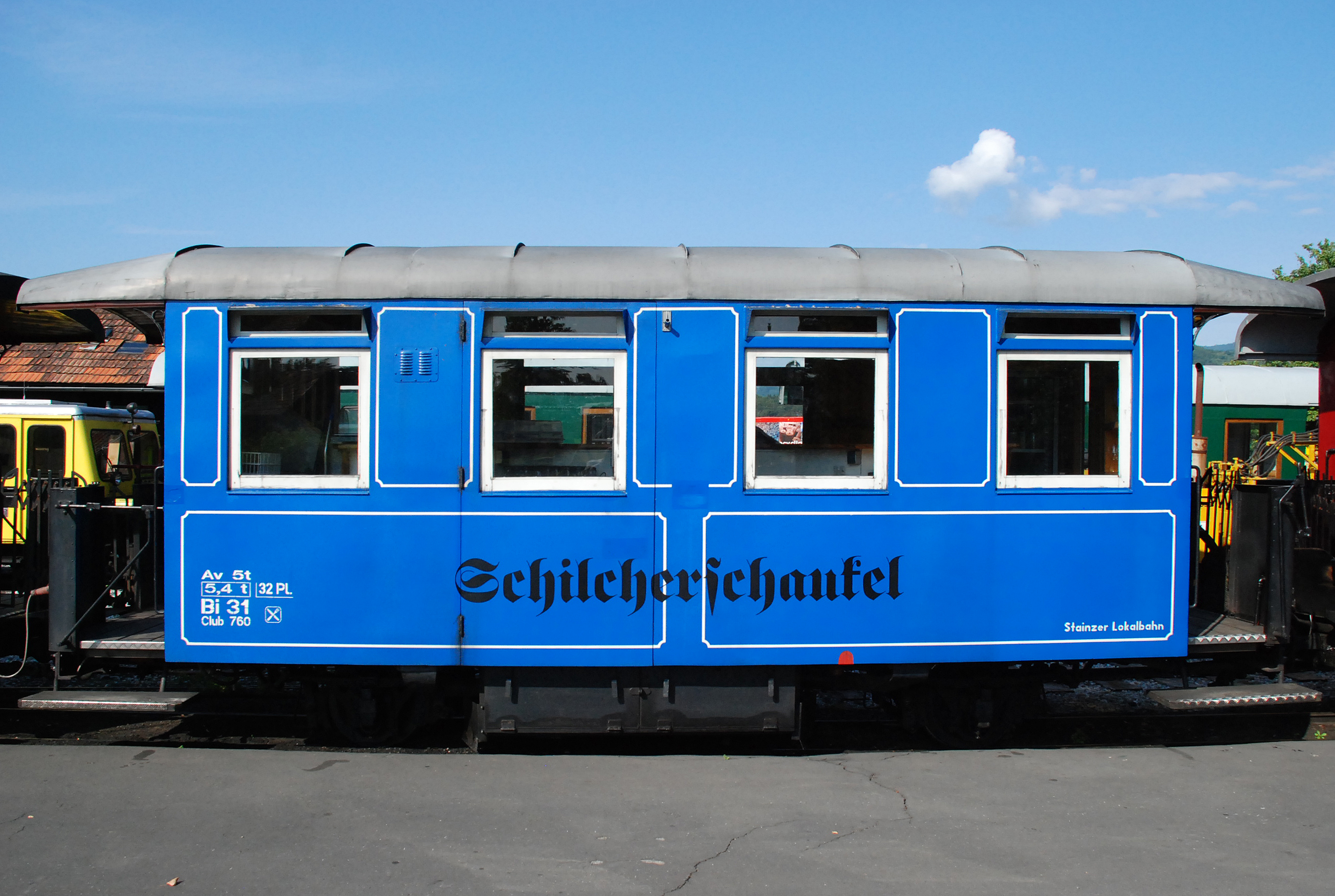
Buffetwagen „Schilcherschaukel“ des Flascherlzugs

Der Name des Weins leitet sich von der hellrot schillernden Farbe her (österreichisch „schilchern“ für schillern); aus der Nebenform Schiller wird die Herkunft der Bezeichnung noch deutlicher.
Die Bezeichnung geht auf das schillernde Farbenspiel des Schilchers zurück, das von Hell- bis zu Dunkelrosa reichen kann. Im Jahr 1580 wurde die Sorte von Johann Rasch in seinem „Weinbuch“ erstmals als „Schiller“ beschrieben. Die Blaue Wildbacher-Rebe, die zu den roten Rebsorten gehört, wurde aber wahrscheinlich schon um das Jahr 400 v. Chr. (Latènezeit) von den Kelten im Gebiet der heutigen Steiermark sowie der ehemaligen Untersteiermark aus einer heimischen Wildrebe gezogen. 1842 wurde sie wissenschaftlich klassifiziert. Die Förderung der Schilcherherstellung in der Weststeiermark geht auf Erzherzog Johann zurück, der Mitte des 19. Jahrhunderts ein neues wirtschaftliches Standbein für die Region suchte.
Papst Pius VI. machte 1782 auf der Anreise nach Wien zu Kaiser Joseph II. Station im Franziskanerkloster Maria Lankowitz bei Köflach. Über den Schilcher, den man ihm zum Abendessen servierte, notierte der Papst, als gebürtiger Italiener mit säurearmen Südweinen vermutlich vertrauter als mit herberen österreichischen Gewächsen, in sein Tagebuch:

„Sie haben Uns einen rosaroten Essig vorgesetzt, den sie Schilcher nannten.“

Der zur Förderung des Tourismus verkehrende Flascherlzug einer weststeirischen Schmalspurbahn (760 mm) führt einen blauen Buffetwagen mit, der unter Anspielung auf den regionalen Wein den Namen „Schilcherschaukel“ trägt.

## Schilcher in Literatur und Kunst

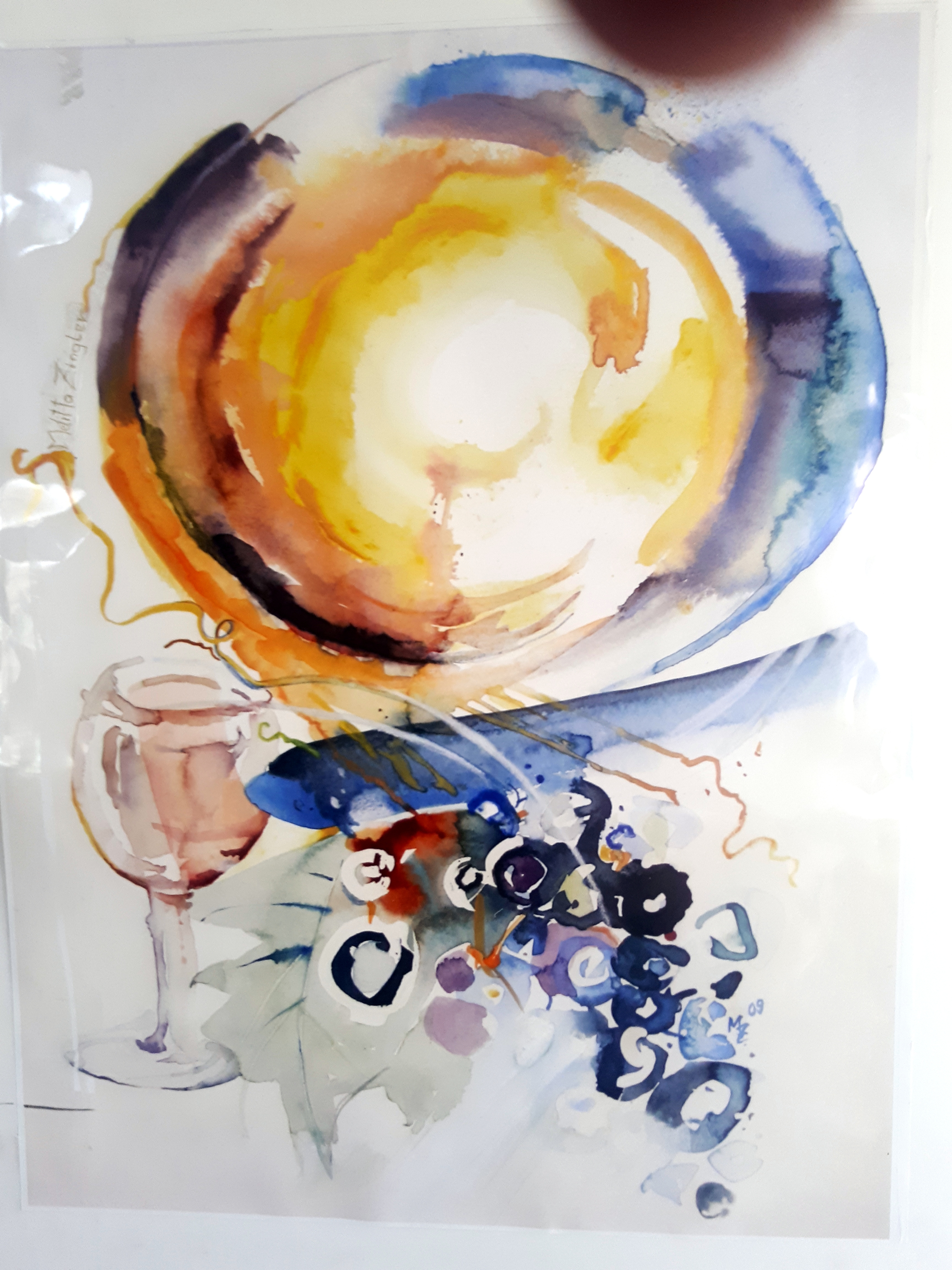
Stillleben Schilcher, Aquarell von Melitta Zingler

Die österreichische Dichterin Maria Holzinger beschreibt den Wein in einem kurzen Gedicht:

„Du zwiebelfarbner Schilcherwein,
du gibst dem Schwachen Kräfte ein,
rollst feurig durch die Glieder
und wirfst den Stärksten nieder.
Machst butterweich die Spröden,
bringst Stumme bald zum Reden,
machst jünglingsfroh die Alten
und liebestoll die Kalten.“